# Муравленко, Виктор Иванович
Ви́ктор Ива́нович Муравле́нко (25 декабря 1912, Незамаевская, Кубанская область — 15 июля 1977, Москва) — советский организатор нефтяной и газовой промышленности, руководитель крупнейшего в нефтяной промышленности СССР предприятия «Главтюменнефтегаз» в 1965—1977 годах. Герой Социалистического Труда, лауреат Ленинской и Государственной премий.

## Биография
Родился 25 декабря 1912 года в станице Незамаевская, ныне Павловского района Краснодарского края в семье казака-фельдшера Ивана Васильевича Муравленко и казачки Анны Ивановны. В 1936 году окончил Грозненский нефтяной институт в городе Грозный по специальности «инженер по бурению нефтяных и газовых скважин». Трудовую карьеру начал на нефтепромысле в Чечено-Ингушской АССР. С 1936 года служил в Красной Армии, учился в кавалерийской школе.
С конца 1930-х годов работал в Сызрани инженером по оборудованию, начальником комсомольской буровой, главным инженером конторы бурения, директором конторы бурения треста «Сызраньнефть».
В 1940 г. был снят с работы в связи с тем, что «некоторые скважины были заброшены из-за неперспективности». Рассматривался вопрос о привлечении директора к уголовной ответственности, однако решением главка он был откомандирован в Сахалинскую область, в трест «Сахалиннефть», где проработал до 1942 г. Биограф Муравленко В. Н. Курятников обращал внимание на расхождение в должностях, указанных самим В. И. Муравленко в период 1940-1942 гг.: в одной анкете он сообщил, что был начальником разведки, а в другой — что директором конторы бурения на о. Сахалин и был снят с работы как «не справившийся с работой».
С 1942 года он — главный инженер треста «Дальнефтеразведка» в г. Оха Сахалинской области, в 1944 г. - заместитель начальника, затем начальник отдела добычи и бурения объединения «Дальнефть».
В 1946 г. Муравленко вернулся на большую землю, возглавив контору бурения, а затем и трест «Ставропольнефть».
В 1950 г. он назначен на должность начальника объединения «Куйбышевнефть».   Под его руководством было освоено Мухановское месторождение.
В 1957-1960 гг. он руководил управлением нефтяной и газовой промышленности совнархоза Куйбышевского экономического административного района, с 1963 г. стал начальником управления нефтедобывающей промышленности Средне-Волжского совнархоза.
В этот период началась постепенная ликвидация совнархозов, в ходе которой непосредственный начальник Муравленко, бывший председатель Средне-Волжского СНХ А. Т. Шмарев стал заместителем министра геологии СССР. Он также имел крепкие связи с министром вновь созданного министерства нефтедобывающей промышленности В.Д. Шашиным, что позволило Шмарёву выдвигать своих людей в перспективный тюменский регион. К тому же самого Муравленко связывали с В.Д. Шашиным дружеские отношения. Это обусловило выбор фигуры на должность начальника Главтюменнефтегаза, которым в 1963-65 годах руководил опытный нефтяник А.М. Слепян.
Постановлением правительства от 3 сентября 1965 г. за подписью А.Н. Косыгина В.И. Муравленко был освобождён от обязанностей члена СНХ Средне-Волжского экономического района и назначен начальником Главного тюменского производственного управления по нефтяной и газовой промышленности СНХ РСФСР  (Главтюменнефтегаз) в Тюменской области.
Принимал активное участие в создании важной энергетической базы СССР в Западной Сибири и её инфраструктуры.
Преподавал на нефтепромысловом факультете Куйбышевского политехнического института, на кафедре бурения Тюменского индустриального института. Принимал участие в деятельности Государственной приёмной комиссии института.
В 1972 году награждён Государственной премией СССР «за разработку и внедрение комплекса технико-технологических и организационных решений, обеспечивших в сложно-климатических условиях ускоренное создание нового нефтедобывающего района».
Избирался членом Тюменского обкома КПСС, делегатом трёх съездов КПСС, депутатом Верховного Совета СССР.
Виктор Иванович скончался 15 июня 1977 года в Москве в фойе гостиницы «Россия» после тяжёлого резкого разговора с министром Мальцевым.
В год смерти Муравленко Главтюменнефтегаз разрабатывал 28 нефтяных месторождений: Самотлорское, Мамонтовское, Фёдоровское, Варьеганское, Южно-Сургутское, Усть-Балыкское. В этот год добыча нефти в Тюменской области достигла 211 млн тонн. После смерти Виктора Ивановича объединение возглавил Феликс Григорьевич Аржанов, который до этого проработал девять лет главным инженером «Главтюменнефтегаза» — первым заместителем Муравленко.
Казачье общество Кубани наградило Виктора Ивановича крестами "За службу Отечеству", "За верность казачеству", а также саблей и кинжалом
В.И. Муравленко похоронен в Тюмени, на Червишевском кладбище. В 2001 г. был перезахоронен на Ваганьковском кладбище в Москве.

## Новаторство
Виктор Иванович Муравленко являлся сторонником внедрения новых технологий нефтедобычи в суровых условиях Сибири и севера. Получил Ленинскую премию за разработку метода форсированного отбора нефти из скважин в числе группы нефтяников.
Он придумал строить «ледовые дороги», когда зимой зимник регулярно покрывали порубочными остатками древесины (ветками, щепками) и поливали водой, чтобы создать толстую ледяную корку, не таявшую до июня, а порой и июля и позволявшую проехать по территории, пересечённой летом непроходимыми болотами, чтобы доставить на буровые оборудование, топливо, продукты питания и товары. Были проведены практические исследования, в ходе которых подсчитали, что стоимость километра дороги на промороженном основании с отсыпкой песком 50-70 см составляет 28 тысяч рублей, а дороги с лежневым настилом из местного леса  — 82 тысячи рублей.

## Семья
Супругу Виктора Ивановича звали Клавдия Захаровна, она была домохозяйкой. В семье выросли два сына — Валерий (трагически погиб при жизни отца) и Сергей. Оба они стали нефтяниками.

## Награды и звания
Герой Социалистического Труда (1966), награждён четырьмя орденами Ленина (1949, 1959, 1966, 1976), орденом Октябрьской Революции (1971), значком «Отличник нефтяной промышленности СССР» (1966), медалями.
Лауреат Ленинской (1966) и Государственной (1972) премий, звания «Почётный нефтяник» (1970).

## Память

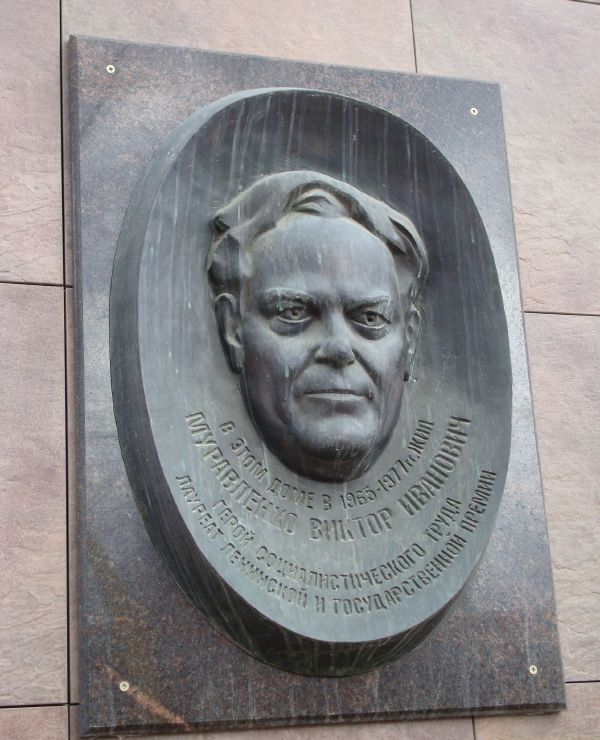
Памятная табличка на доме в Тюмени. Источник: сайт «Фото Тюмени»

«Его огромная заслуга — создание нового коллектива. Он умел объединить самых разных людей, сплотить их ради достижения цели. «Руководство людьми, а не тоннами, кубометрами, процентами» — таков был его девиз. «В каждой капле тюменской нефти есть сердце Муравленко», — говорят нефтяники о первом начальнике Главтюменнефтегаза», — свидетельствует один из преемников Виктора Ивановича Валерий Грайфер.
В честь Муравленко названы город в Тюменской области, один из крупнейших в нефтяной промышленности НИИ «Гипротюменнефтегаз», средняя школа в посёлке Парфёново Тюменской области, горный перевал через хребет Сунтар-Хаята, улицы в Тюмени, Жигулёвске, Ноябрьске.
По заказу Министерства газовой промышленности на Хельсинкской судоверфи в Финляндии построено буровое судно, названное в честь Муравленко. В 2007 году у здания предприятия «Муравленковскнефть» состоялось торжественное открытие мемориальной доски, посвященной памяти Виктора Ивановича Муравленко.
Установлены памятники в городе Муравленко и в станице Незамаевской.
В Тюмени установлены мемориальные доски:
- на доме № 65 по улице Ленина, где жил В. И. Муравленко;
- на здании ОАО «Тюменнефтегаз» по улице Ленина № 67, где работал В. И. Муравленко;
- на здании ОДК «Нефтяник»;
- на здании учебного корпуса юридического университета МВД Российской Федерации;
- на здании медсанчасти поликлиники «Нефтяник»;
- на здании гостиницы «Нефтяник».

В честь Муравленко по предложению начальника «Главтюменьгеологии» Фармана Салманова было названо месторождение нефти на севере Тюменской области. Город между Муравленковским и Суторминским месторождениями также назван именем Муравленко.
В 2007 году самолёту Ту-154М авиакомпании «ЮТэйр» (UTair Aviation) было присвоено имя «Виктор Муравленко» (бортовой номер RA-85796) за то, что в период руководства «Главтюменнефтегазом» Муравленко внёс значительный вклад в развитие гражданской авиации в регионе. Позже это имя получил самолёт Boeing 737—800 (номер VQ-BJF) той же компании.. Его предприятие занималось финансированием строительства взлётно-посадочных полос, аэропортов, улучшения бытовых условий авиаторов. В декабре 2007 года имя Муравленко присвоено нефтяной скважине Северо-Качкарского месторождения.
Губернатор Тюменской области Владимир Якушев на торжественном приёме ветеранов нефтегазового комплекса региона, посвящённого 95-летию со дня рождения Муравленко, отметил: «Являясь руководителем крупнейшего главка, он практически с нуля осваивал огромную территорию, не забывая о строительстве жилья и дорог, об условиях труда и отдыхе людей. Я понимаю ощущения человека, который работает с подобными проблемами, поскольку мне как губернатору области тоже приходится их решать». Решением Тюменской областной Думы, губернатора Тюменской области и Тюменского областного общественного Фонда имени Виктора Муравленко в течение нескольких лет присуждается премия имени Муравленко.
В Российском государственном университете нефти и газа имени И. М. Губкина (Москва) учреждён грант В. И. Муравленко, который вручается студентам — победителям конкурса научных работ.
По итогам конкурса «Великие имена России» в 2018 году аэропорт города Нижневартовск было решено назвать именем Виктора Муравленко. 31 мая 2019 года указом Президента РФ имя Виктора Муравленко официально присвоено аэропорту Нижневартовска.